# Фейгин, Мовша
Мовша Фейгин (латыш. Movša Feigins; 28 февраля 1908, Двинск — 11 августа 1950, Буэнос-Айрес) — латвийский и аргентинский шахматист.

## Биография
Родился в Двинске, в еврейской семье. Выиграл турнир в Риге в 1930 году и стал чемпионом Латвии по шахматам в 1932 году (победив в решающем матче за звание чемпиона Латвии Теодора Берга — 5,5:2,5). В 1932 году он разделил 3-5 место в Риге (выигран Владимиром Петровым).
В 1937 году Фейгин разделил 3-4 места в Гастингсе (победил Александр Алехин), в 1937 году разделил 15-16 места в Кемери (победили Саломон Флор, Петров и Самуэль Решевский). Был 2-м в четверном турнире в Брюсселе (победил О’Келли). Занял 3-е место, уступив Петрову и Фрицису Апшениеку в 7-м чемпионате Латвии по шахматам и был 2-м в Риге (победил П. Лист). В марте 1939 года он был 6-м в турнире, прошедшем в Кемери и Риге (победил Саломон Флор).
Мовша Фейгин представлял Латвию на пяти шахматных Олимпиадах. Он также играл на 3-й неофициальной шахматной Олимпиаде в Мюнхене, в 1936 году:
- В июле 1930, 3-я шахматная Олимпиада в Гамбурге (+6 −5 =6)[5].
- В июле 1931, 4-я шахматная Олимпиада в Праге (+8 −5 =2)[6].
- В июле 1933, 5-я шахматная Олимпиада в Фолькстоне (+6 −2 =6)[7].
- В августе 1935, 6-я шахматная Олимпиада в Варшаве (+7 −5 =5)[8].
- В августе / сентябре 1936, неофициальная шахматная Олимпиада в Мюнхене (+12 −2 =5)[9].
- В августе / сентябре 1939, 8-я шахматная Олимпиада в Буэнос-Айресе (+10 −4 =5)[10].

Он выиграл две медали в индивидуальном зачёте: бронзу в 1933 году и серебро в 1936 году.
В сентябре 1939, когда началась Вторая мировая война, Фейгин, наряду со многими другими участниками 8-й шахматной Олимпиады (Найдорф, Штальберг, Фридман, Элисказес, Михель, Энгельс, Беккер, Рейнхардт, Пеликан, Скаличка, Луцкис, Рауд, Черняк, Раух, Винц, Громер, Сулик, Зейц, Ронде, Клейнштейн, Соня Граф, Паулетта Шварцман и другие) решил остаться жить в Аргентине.
В 1941 году Фейгин занял 6-8 место в Мар-дель-Плата (выигран Гидеоном Штальбергом). В 1946 году он был 3-м в Буэнос-Айресе. В 1950 году Фейгин скончался в Буэнос-Айресе.